# Linda Kögel
Linda Kögel (geboren 11. Oktober 1861 in Den Haag; gestorben 15. Januar 1940 in Hannover) war eine deutsche Freskenmalerin und Radiererin.

## Leben
Linda Kögel war die Tochter des evangelischen Pfarrers der deutschen Gemeinde in Den Haag, Rudolf Kögel. Sie wuchs in Berlin auf, nachdem ihr Vater von Wilhelm I. als Hof- und Domprediger nach Berlin berufen wurde.
Kögel begann ein Studium der Malerei in Berlin bei Karl Stauffer-Bern. 1887 wechselte sie nach München und studierte dort drei Jahre bei Ludwig Herterich. Es wird vermutet, dass sie an der Damen-Akademie des Münchner Künstlerinnen-Vereins studierte. Ihre Mitschülerin Käthe Kollwitz bezeichnete sie später als eine der Hochbegabten der Klasse. 1889/90 übernahm sie von Herterich die Leitung der Gips- und Vorbereitungsklasse. Ab 1890 arbeitete sie selbständig im eigenen Atelier. In den 1890er Jahren war sie so bekannt, dass die englische Zeitung The Studio 1897 über sie schrieb, sie sei „one of the few women artists who, by their energy and passionate earnestness of purpose, have won an honourable place among their male collagues in the world of art“.
1891 gab sie ihr Debüt im Münchner Glaspalast, wo sie von Fritz von Uhde für die Goldmedaille vorgeschlagen wurde. Sie stellte die Bilder „Letzte Kerze“, „Im Dämmerlicht“ sowie ein Selbstporträt aus. Im Folgejahr stellte sie mehrfach in der Münchner Secession und auf anderen Ausstellungen in München, Berlin und Den Haag aus. Daneben war sie als Radiererin und Kunstgewerblerin tätig. Sie machte mehrere Studienreisen nach Holland, Belgien, Paris, Italien und Schottland.

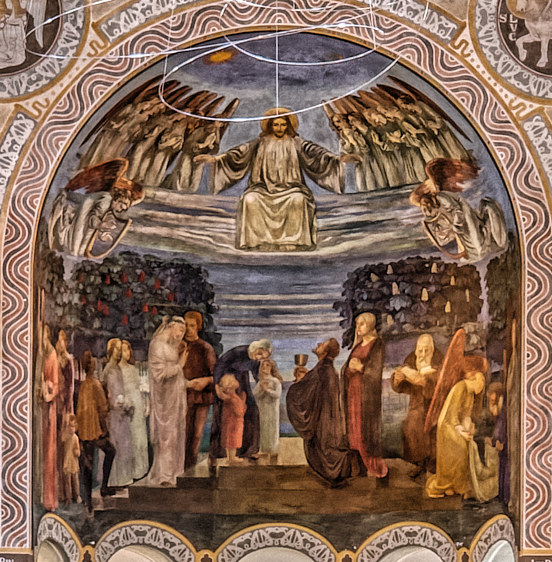
Das Christenleben von der Taufe bis zum Grabe von Linda Kögel in der Erlöserkirche in München, 1903/04

Kögel hatte, vermutlich wegen der Prägung durch das Elternhaus, eine Neigung zur religiösen Malerei. Ab 1902 widmete sie sich dem Kirchenfresko. Auf diesem Gebiet schuf sie ihre wichtigsten Arbeiten. Aufbauend auf der alten Freskotechnik entwickelte sie einen eigenen Stil, der auf klaren, großen Formen basierte und „schlichte Würde und seelische Tiefe“ zum Ausdruck brachte. 1903/04 schuf sie das Fresko Das Christenleben von der Taufe bis zum Grabe in der protestantischen Erlöserkirche in München-Schwabing. Es wurde als „Meisterwerk in Erfindung und Gestaltgebung“ und als „Entwicklungsschritt“ des christlichen Monumentalbildes beschrieben.
Von 1905 bis 1917 arbeitete sie an monumentalen Wandbildern im Innern der Markuskirche in Hannover-List, die im Krieg zerstört wurde. Als Thema war ihr das Thema Abendmahl vorgegeben worden. In dem Bild ließ sie die Vorfahren der Lister Dorfgemeinde in der niedersächsischen Landschaft zum Abendmahl schreiten. Bei der Ausführung unterstützte sie Anni Müllensiefen, Elisabeth Büchsel und Ferdy Horrmeyer, da Kögel durch Gelenkleiden eingeschränkt war.

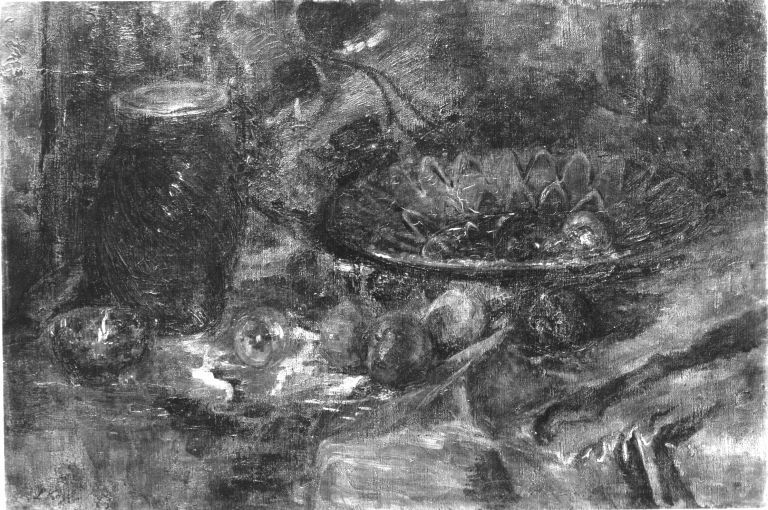
Stillleben, Neue Pinakothek, München, um 1900–1910

Linda Kögel entwarf 1905 für den von Paul Thiersch im Hof der Münchner Universitäts-Augenklinik entstandenen Brunnen ein Fresko, das in Mosaik ausgeführt wurde. Weitere Werke Kögels sind Entwürfe für drei Glasfenster 1911/12 für die Kirche in Hannover-Hainholz und ein Gedenkbild in Tempera für die Gefallenen 1923 am gleichen Ort. Auch für die Kirche in Hannover-List schuf sie 1921/22 ein Gedenkbild in Tempera.
1917 fand eine Sonderausstellung ihrer Arbeiten im Vaterländischen Museum in Hannover statt, 1924 eine Sammelausstellung in den Räumen der Kestnergesellschaft in Hannover.

## Gemälde in Museen
- um 1895: Bildnis des Vaters der Künstlerin, Alte Nationalgalerie, Berlin Inv. A II 584[3]
- um 1900–1910: Stilleben, Neue Pinakothek, München Inv. 9879[4]
- 1931: Junger Italiener, ausgestellt auf der Herbstausstellung des Kunstvereins Hannover, dort erworben für das spätere Niedersächsische Landesmuseum Hannover Inv. KM 76/1931[5]

Ein Teilnachlass Linda Kögels befindet sich im Landesmuseum für Kunst und Kulturgeschichte Oldenburg.